# Пиньял (Риу-Гранди-ду-Сул)
Пиньял (порт. Pinhal) — муниципалитет в Бразилии, входит в штат Риу-Гранди-ду-Сул. Составная часть мезорегиона Северо-запад штата Риу-Гранди-ду-Сул. Входит в экономико-статистический микрорегион Каразинью. Население составляет 2328 человек на 2006 год. Занимает площадь 68,217 км². Плотность населения — 34,1 чел./км².

## История
Город основан 29 апреля 1988 года.

## Статистика
- Валовой внутренний продукт на 2003 составляет 27 191 039,00 реалов (данные: Бразильский институт географии и статистики).
- Валовой внутренний продукт на душу населения на 2003 составляет 11 291,96 реала (данные: Бразильский институт географии и статистики).
- Индекс развития человеческого потенциала на 2000 составляет 0,778 (данные: Программа развития ООН).